# Гринер, Вера Александровна
Вера Александровна Гри́нер  (урожд. Альванг; 25 марта (5 апреля) 1890, Санкт-Петербург — 24 июня 1992, Москва) — выдающаяся российская ритмистка.

## Биография
Происходила из немецкой семьи. Отец, Александр Эрнестович Альванг, потомственный почётный гражданин, купец 1-й гильдии, был известным адвокатом, возглавлял банковский дом «А. Альванг и К», состоял председателем совета директоров Общества водоснабжения и газоосвещения, членом управления товарищества «Польза» и Сибирского общества взаимного кредита. Помимо Веры, в семье было еще двое детей — сестра Нина и брат Виктор Александрович Альванг, выпускник ИВТУ (1911), ставший впоследствии архитектором. С 1908 года семья жила в Мюнхене. В этом городе Вера Альванг училась в Консерватории и там же познакомилась с методом ритмики, которой и посвятила всю свою жизнь.
В те годы был расцвет пластического танца, так называемых «босоножек». Студентка Альванг посещала выступления Айседоры Дункан, Сент Махезы, дуэта Клотильды и Александра Сахаровых, Руфи Сен-Дени, сестер Визенталь и многих-многих других. Но вот однажды она увидела показ школы Эмиля Жак-Далькроза и «почувствовала сразу, что тут речь идет о серьёзной, стройной системе музыкально-ритмического воспитания, что это совсем непохоже на то, что мне до сих пор приходилось видеть в области пластического творчества». Она поступила на курсы ритмики в Мюнхене, которые возглавляла ученица Жак-Далькроза Мария Вернер. Ритмика захватывала все больше, а уроки в Консерватории — все меньше… К этому времени в Мюнхен приехал сам Далькроз, его показ имел огромный успех у публики, и Вера Альванг окончательно решила бросить Консерваторию и посвятить себя этой удивительной дисциплине. К тому же сам Далькроз пригласил учениц Марии Вернер в новый Институт Ритма, который открывался осенью 1911 года в Хеллерау, небольшом городке под Дрезденом. Сопротивление родителей было сломлено, и в сентябре Вера Альванг уехала в Хеллерау.
Студенческие годы продлились всего один год — в 1912 Вера Альванг вместе с несколькими учениками Далькроза вернулась в Петербург, чтобы преподавать на только что открытых Курсах Ритмической гимнастики кн. Сергея Волконского. В течение года она была и студенткой, и учительницей, а в мае 1913 года окончила Институт в Хеллерау, получив диплом, и окончательно вернулась в Петербург. Её трудовая деятельность началась в 22 года, а окончилась в 1970, когда Вере Александровне было 80 лет!
Кроме Курсов Волконского, В. А. Гринер преподавала ритмику в Женском Медицинском институте, на Высших Женских курсах им. Бестужева, на Высших курсах П. Ф. Лесгафта, в многочисленных детских группах. С началом Первой мировой войны Курсы Волконского закрылись, иностранные педагоги покинули Россию, а Вера Александровна переехала в Москву и вскоре вышла замуж за Эммануила Гринера. Её работа в столице началась в школе Нины Александровой, затем, когда в 1919 году открылся Ритмический институт, В. А. Гринер стала преподавать в этом уникальном учреждении. Директором Института стала Нина Александрова, среди педагогов были многие соратники Веры Александровны еще по Курсам Волконского, в том числе и сам Сергей Михайлович. Когда волевым решением властей Институт Ритма был закрыт, В. А. Гринер преподавала в Пролеткульте, техникуме им. Луначарского, ГИМДРА (ГИТИС, ныне РАТИ), студиях Завадского и при Камерном театре, в театре «Габима» и др. В её архиве хранится список, озаглавленный «Места моей работы», включающий 30 названий! С 1926 года она также работала в невро-психиатрических учреждениях, и на основании более чем тридцатилетнего опыта применения ритмики для лечения расстройств нервной системы написала диссертацию оставшуюся незащищенной из-за смерти мужа.
В 1939 году она пришла работать в Театральное училище им. Б. Щукина, ставшее её постоянным обиталищем на много лет. Она воспитала не одно поколение актеров. Среди её учеников были Михаил Ульянов, Владимир Этуш, который, заняв пост ректора училища, присвоил имя Гринер репетиционному залу. Зал имени В. А. Гринер был открыт 25 сентября 1992 года. Присутствовали студенты и педагоги училища, ученики, коллеги, родные и друзья В. А. Гринер. Юрий Катин-Ярцев рассказал, как впервые пришел на урок ритмики, и прочитал строки, посвященные В. А. Гринер, из воспоминаний кн. С. М. Волконского: «В связи с Институтом ритма упомяну добрых моих друзей, Веру Александровну и Эммануила Ивановича Гринер. Она давнишняя моя знакомая по Хеллерау, одна из лучших учениц Далькроза, отличный педагог и прекрасный, редко прекрасный человек. (…) У Гринер я встречал лучших представителей умственной Москвы. Это была колония духовных интересов»
Выйдя на пенсию, Вера Александровна не оставила любимого занятия. Она постоянно консультировала своих многочисленных учеников, ритмистов союзных республик, писала статьи для советских и западных изданий. В 1991 году Fédération Internationale des Enseignants de Rythmique (F.I.E.R.) присвоила В. А. Гринер звание почетного члена этой Федерации, и представительница F.I.E.R., Claude Bommeli, специально приезжала в Москву, чтобы вручить диплом, удостоверяющий членство.

## Сочинения
- К методике ритмического воспитания актера, «Вахтанговец», 1936, 17 апр.
- Логопедическая ритмика: Пособие для работников логопедических учреждений. — М.: УчПедГИз, 1941. — 80 с (в соавторстве с Н. С. Самойленко).
- Логопедическая ритмика для дошкольников. — М., 1958. — 341 с.
- Мои воспоминания об Эмиле Жак-Далькрозе. // «Советский балет», 1991, NN 5-6.
- Музические расстройства в процессе обратного развития афазии и их ритмотерапия (в соавторстве с Ю. А. Флоренской)
- Ритм в искусстве актера: Методическое пособие для театральных и культурно-просветительских училищ. — M.: Просвещение, 1966. — 154 с.
- Comment est enseignée la rythmique dans une école d’art dramatique — Le Rythme N 1, decembre 1982
- Kurze Darstellung eines lehrgangs der logopädischen Rhythmik für Vorschulkinder — Le Rythme, Juin 1977
- La musique au théâtre dramatique — Le Rythme N 2, decembre 1983
- La Rythmique en Union Soviétique. — Le Rythme, Genève, décembre 1974
- «Эмиль Жак-Далькроз. Жизнь и деятельность» (рукопись). Отдел рукописей Центральной научной библиотеки СТД РФ (использована монография о Жак-Далькрозе)
- Ритмика как лечебно-педагогический метод (рукопись)